# WordPress
WordPress — свободно распространяемая система управления содержимым сайта с открытым исходным кодом; написана на PHP; сервер базы данных — MySQL; выпущена под лицензией GNU GPL версии 2. Сфера применения — от блогов до достаточно сложных новостных ресурсов. Встроенная система «тем» и «плагинов» вместе с удачной архитектурой позволяет конструировать проекты широкой функциональной сложности.

## Системные требования
Рекомендованные:
- PHP 7.4 или новее
- MySQL 5.7 или новее, или MariaDB 10.4 или новее
- Nginx или Apache с модулем mod_rewrite (для человекопонятных ссылок)
- Поддержка HTTPS

Минимальные:
- PHP 5.6.20 или новее
- MySQL 5.0 или новее

## История версий
| Версия | Кодовое имя | Дата релиза      | Примечания |
| ------ | ----------- | ---------------- | --- |
| 0.70   | Нет         | 27 мая 2003      | Первый релиз. |
| 1.2    | Mingus      | 22 мая 2004      | Поддержка плагинов. |
| 1.5    | Strayhorn   | 17 февраля 2005  | Новая тема Kubrick. Управление страницами и шаблонами. |
| 2.0    | Duke        | 31 декабря 2005  | Новая панель администратора. Загрузка изображения. |
| 2.1    | Ella        | 22 января 2007   | Переработан интерфейс. В редактор добавлены проверка правописания и автосохранение. |
| 2.2    | Getz        | 16 мая 2007      | Поддержка виджетов. |
| 2.3    | Dexter      | 24 сентября 2007 | Поддержка тегов. Уведомления о наличии обновлений. Поддержка Atom |
| 2.5    | Brecker     | 29 марта 2008    | Новая панель администратора. |
| 2.6    | Tyner       | 15 июля 2008     | Функция отслеживания изменений. |
| 2.7    | Coltrane    | 11 декабря 2008  | Полностью изменена панель администратора. Добавлено автоматическое обновление. |
| 2.8    | Baker       | 10 июня 2009     | Управление темами из панели администратора. Улучшен интерфейс виджетов. |
| 2.9    | Carmen      | 19 декабря 2009  | Встроенный графический редактор. Пакетное обновление плагинов. |
| 3.0    | Thelonious  | 17 июня 2010     | Новая стандартная тема. Новый интерфейс администратора. |
| 3.1    | Reinhardt   | 23 февраля 2011  | Добавлен AdminBar. |
| 3.2    | Gershwin    | 4 июля 2011      | Увеличена скорость работы. Прекращена поддержка Internet Explorer 6. |
| 3.3    | Sonny       | 12 декабря 2011  | Улучшена работа с планшетными компьютерами. |
| 3.4    | Green       | 13 июня 2012     | Усовершенствованы средства настройки тем, интеграции с Twitter. |
| 3.5    | Elvin       | 11 декабря 2012  | Обновлена функциональность загрузки фотографий в записи. |
| 3.6    | Oscar       | 1 августа 2013   | Новая стандартная тема Twenty Thirteen. Новый интерфейс для работы с ревизиями. Автосохранение и блокировка записей при совместном редактировании. Встроенная поддержка аудио и видео. |
| 3.7    | Basie       | 24 октября 2013  | Автоматические обновления обслуживания и безопасности в фоновом режиме, более надежные рекомендации по паролям, поддержка автоматической установки файлов на нужном языке и поддержания их в актуальном состоянии. |
| 3.8    | Parker      | 12 декабря 2013  | Новый дизайн панели администрирования сайта. Новая стандартная тема Twenty Fourteen. |
| 3.9    | Smith       | 16 апреля 2014   | Улучшения в редакторе мультимедиа, предварительный просмотр виджетов и заголовков, новый браузер тем. |
| 4.0    | Benny       | 4 сентября 2014  | Улучшилась поддержка языковых пакетов, появился предпросмотр встраиваемых объектов, новый экран для управления медиафайлами, новый интерфейс для установки плагинов. |
| 4.1    | Dinah       | 18 декабря 2014  | Новая стандартная тема Twenty Fifteen. |
| 4.2    | Powell      | 23 апреля 2015   | Данный релиз полностью изменяет инструмент Press This для работы с контентом, добавляет поддержку смайликов Emoji, упрощает работу с плагинами и темами. |
| 4.3    | Billie      | 18 августа 2015  | Улучшена работа с паролями. В редактор постов добавлена функция автозамены. В интерфейсе настройки теперь можно создавать кастомизированные меню для сайта. Начата подготовка к внедрению поддержки PHP7, которое ожидается к концу этого года. В связи с этим конструкторы в стиле PHP4 объявлены устаревшими. Исправлено 180 ошибок, обнаруженных со времени выхода предыдущей версии. |
| 4.4    | Clifford    | 8 декабря 2015   | В новой версии появилась встроенная поддержка адаптивных изображений, возможность внедрять записи WordPress на сторонних сайтах, появилась загрузка ресурсов по ссылке через oEmbed, в свет вышла первая часть WP REST API, новая тема Twenty Sixteen. |
| 4.5    | Coleman     | 12 апреля 2016   | В WordPress 4.5 упростилась работа со ссылками в редакторе, появились новые горячие клавиши для форматирования, превью мобильной версии сайта, поддержка логотипов для некоторых тем |
| 4.6    | Pepper      | 16 августа 2016  | В новой версии WordPress 4.6 упростились и ускорились обновления тем и плагинов, появилась проверка на битые ссылки, улучшился механизм автоматических сохранений контента, а панель администрирования теперь использует нативные системные шрифты. |
| 4.7    | Vaughan     | 6 декабря 2016   | Новая тема по умолчанию Twenty Seventeen. Видео-заголовки. Стартовый контент в темах. Пользовательский CSS с предпросмотром. Выбор языка админки. Превью PDF-файлов. Иконки быстрого редактирования. Заглушки в меню на лету. Кнопки в редакторе. REST API (фаза 2). Шаблоны для типов записей. Пользовательские массовые действия. Ревизии состояния кастомайзера. |
| 4.8    | Evans       | 8 июня 2017      | Отказ от поддержки устаревших браузеров Microsoft Internet Explorer Versions v.8, v.9, and v.10. |
| 4.9    | Tipton      | 16 ноября 2017   | Улучшена настройка тем, включая планирование, интерфейсы предварительного просмотра, автосохранение версий, просмотр тем и улучшенные функции меню. Добавлен новый виджет галереи, обновлены виджеты для текста и видео. При сохранении файлов редактор тем предоставляет предупреждения, которые могут привести к ошибкам. |
| 5.0    | Bebo        | 6 декабря 2018   | Новый редактор Gutenberg с блочным подходом работы с публикуемым контентом. Новая стандартная тема Twenty Nineteen. |
| 5.1    | Betty       | 21 февраля 2019  | Добавлены новые функции самодиагностики, которые будут показывать уведомления администраторам сайта, использующих устаревшие версии PHP на хостинге, добавлена проверка плагинов на соответствие версии PHP. Улучшена производительность редактора Gutenberg. Добавлено хранение произвольных метаданных для каждого сайта в отдельности в режиме мультисайт. |
| 5.2    | Jaco        | 7 мая 2019       | WordPress 5.2 предоставляет вам ещё больше надёжных инструментов для поиска и исправления проблем в конфигурации и критических ошибок. Не важно, разработчик вы или просто самостоятельно управляете своим сайтом, эти инструменты помогут вам получить информацию, когда она требуется. Данное обновление включает защиту от ошибок PHP, полностью новый каталог блоков и подпись пакетов обновлений. |
| 5.3    | Ronald      | 12 ноября 2019   | Улучшено взаимодействие с пользователем, пользовательский интерфейс сделан более удобным. Добавлена новая тема по умолчанию «Twenty Twenty», разработчик Андерс Норен. |
| 5.4    | Nat         | 31 марта 2020    | Добавлены блоки социальных иконок и кнопок, улучшена настройка блоков и пользовательский интерфейс, добавлены функции для экспорта личных данных, настраиваемые поля для пунктов меню, улучшения блоков для разработчиков. |
| 5.5    | Billy       | 11 августа 2020  | Добавлены изображения с отложенной загрузкой, XML-карты сайта по умолчанию, автоматические обновления плагинов и тем, а также улучшения в редактор блоков. |
| 5.6    | Simone      | 8 декабря 2020   | Добавлены улучшенные субтитры к видео, добавлена тема Twenty Twenty-one. |
| 5.7    | Esperanza   | 9 марта 2021     | Переработан графический редактор блоков, упрощённая цветовая палитра административной консоли. |
| 5.8    | Tatum       | 20 июля 2021     | Управление виджетами с помощью редактора блоков, отображение записей с новыми блоками и паттернами, редактирование шаблонов для записей, новый файл в шаблонах theme.json, окончена поддержка Internet Explorer 11, добавлена поддержка формата изображений WebP, добавлена дополнительная поддержка блоков. |
| 5.9    | Joséphine   | 25 января 2022   | Новая тема по умолчанию "Twenty Twenty-Two", новая функция редактора сайта в админке WordPress, управление темами блоков через редактор сайта, новый блок "Навигация", улучшенные элементы управления блоками, каталог шаблонов, просмотр списков, переработанный блок "Галерея", поддержка дочерних тем Theme.json, блокировка на уровне блоков, несколько таблиц стилей для каждого блока. |
| 6.0    | Arturo      | 24 марта 2022    | Улучшения в написании Gutenberg, множество вариантов стилей и расширенные возможности шаблонов для тем блоков, интегрированные шаблоны, дополнительные инструменты проектирования, возможность выбора нескольких блоков из представления списка, блокировка блоков, а также различные улучшения производительности и доступности. |
| 6.1    | Misha       | 1 ноября 2022    | Улучшения в области написания текстов Gutenberg, инструменты дизайна для большей согласованности и контроля, более чистые макеты и визуализация настроек документа, управление меню, плавная типографика, улучшенные разместители блоков и предустановки интервалов. |
| 6.2    | Dolphy      | 29 марта 2023    | Переработанный интерфейс редактора сайта, улучшенный блок "Навигация", блок "Вставка блока", упорядоченная боковая панель настроек блока с вкладками "Настройки" и "Стили". Также доступна коллекция шаблонов заголовков и колонтитулов для тем блоков, интеграция с медиа Openverse и режим "Не отвлекаться" для написания текстов. Новая книга стилей дает полное представление о том, как выглядит каждый блок в библиотеке сайта, а пользователи теперь могут копировать и вставлять стили и добавлять пользовательские CSS для большего контроля над внешним видом своего сайта. Среди других возможностей - липкое позиционирование для групповых блоков верхнего уровня, возможность импорта избранных виджетов из тем Classic, а также локальные шрифты в стандартных темах WordPress для большей конфиденциальности с включением Google Fonts. |

## История
12 июня 2001 года Мишель Вальдриги начал разработку движка b2, впоследствии к проекту присоединились Мэтт Мулленвег и Майк Литтл. В январе 2003 года Вальдриги прекратил разработку, поэтому автором WordPress считается Мэтт Мулленвег. Права на товарную марку «WordPress» принадлежат некоммерческому фонду WordPress Foundation.
В 2003 году компания CNET стала использовать WordPress для своих проектов. Мюлленвег встретился с вице-президентом компании и принял предложение о сотрудничестве. В 2005 году он ушёл из CNET, основал фирму Automattic и посвятил себя разработке проектов на движке WordPress.
По данным лаборатории W3Techs, в 2015 году 25 % всех сайтов работали под управлением WordPress, в августе 2018 — более 30 %, а в марте 2020 — уже более 41 % (доля рынка систем управления контентом составляет 63 %).

## Награды
- 2007 год — победа на Packt[англ.] Open Source CMS Award[22].
- 2009 год — признана лучшей на Open Source CMS Award[23].
- 2010 год — победа в категории «Зал славы CMS» на Open Source Awards[24].
- 2011 год — признана открытым веб-приложением года на ежегодном конкурсе The Critters[25][26].